# Der Tempelschatz von Bengalen
Der Tempelschatz von Bengalen (Originaltitel: Il tesoro del Bengala) ist ein italienischer Abenteuerfilm aus dem Jahr 1953, den Gianni Vernuccio nach einem Roman von Emilio Salgari mit dem ehemaligen Kinderstar Sabu in der Hauptrolle inszenierte. Am 21. Januar 1958 kam der Film auch in gekürzter Version in den deutschen Verleih.

## Handlung
Portugiesen landen an der bengalischen Küste und nehmen drei Mädchen des nahe gelegenen Dorfes gefangen, von denen aber Karima mit Hilfe ihres Verlobten Ainur die Flucht gelingt. Die Portugiesen wollen dann zum Tempel der Göttin Parvati, der im Dorf steht, da sie es auf den dort befindlichen kostbaren Rubin abgesehen haben. Sie führen mit dem Dorfchef Verhandlungen, mit Uzake, der Ainur hasst, weil er selbst in Karima verliebt ist. Einer Nachstellung kann Ainur zunächst entgehen, wird aber bald zusammen mit Karima von den Wachen Uzakes aufgegriffen.
Als in dieser Nacht der Rubin gestohlen wird, was vom jungen Tomby entdeckt wird. Er befreit Ainur, der den Tigern vorgeworfen werden soll; gemeinsam machen sie sich auf die Suche nach den Dieben. Uzake befiehlt, zur Versöhnung der Göttin solle Karima geopfert werden. In letzter Minute kann Ainur, mit dem gestohlenen Diamanten zurückkehrend, die Machenschaften Uzakes entlarven und Karima retten. Im Duell besiegt er den Dorfchef.

## Kritik
A. Albertazzi urteilte, der Film könne seine Intensionen aufgrund zahlreicher technischen und künstlerischen Fehler nicht umsetzen und sei deshalb nicht von besonderem Interesse. Das Lexikon des internationalen Films war ebenso streng: „Seichte Bilderbogengeschichte nach gängigen Vorbildern, die nur leidlich unterhält.“.